# Euphorbieae
Tribu
Les Euphorbieae sont une tribu de plantes à fleurs dicotylédones de la famille des Euphorbiacées. Euphorbia en est le genre type. 

## Liste des sous-taxons
- Sous-tribu: Anthosteminae
  - Genre Anthostema
  - Genre Dichostemma
- Sous-tribu: Euphorbiinae
  - Genre Euphorbia
- Sous-tribu: Neoguillauminiinae
  - Genre Calycopeplus
  - Genre Neoguillauminia

## Publication originale
- Dumortier B.-C., 1829. Analyse des Familles de Plantes: avec l'indication des principaux genres qui s'y rattachent. 104 pp., Tournay, J. Casterman, description page 45.